# Butt Out
Butt Out is aflevering 109 (#713) van de animatieserie South Park. In Amerika werd de aflevering voor het eerst uitgezonden op 3 december 2003.

## Verhaal
De groep "Butt Out" treedt op op South Park Elementary en waarschuwt alle leerlingen voor de gevaren van roken. Aan het eind van het optreden vertellen ze dat als de kinderen niet roken, ze net als hen kunnen worden. Angstig net zo erg te worden als Butt Out beginnen de kinderen te roken. Als ze worden betrapt door Mr. Mackey gooien ze hun sigaretten in een afvalcontainer, wat een grote brand veroorzaakt waarna de hele school afbrandt. De ouders zijn erg boos en als Mrs. Broflovski het wijt aan de tabaksfabrikanten, volgt de rest al snel. Ook de jongens beschuldigen de tabaksfabrikanten, om zo hun straf te ontlopen.
South Park roept de hulp in van Rob Reiner, die fel tegen roken is - al eet hij zelf bijna constant enorm veel fastfood, een andere ongezonde gewoonte. Reiner wordt al snel Erics held en wil roken in Colorado laten verbieden. Vermomd als een vrouw genaamd "Rita Poon" krijgen Reiner en de jongens een rondleiding in een tabaksbedrijf. Na een foto te hebben gemaakt van de kinderen, vlucht hij samen met de kinderen om de foto te fotoshoppen en zo het bedrijf te kunnen beschuldigen. De medewerkers van het bedrijf waren echter heel vriendelijk en wisten dat roken slecht is voor de gezondheid. Rob Reiner en zijn medewerkers daarentegen wekken de indruk gek en hypocriet te zijn. Cartman blijft Reiner geweldig vinden en speelt de hoofdrol in een spotje voor Reiner, waarin hij zegt dood te zullen gaan aan passief roken. Vervolgens probeert men hem echter echt te vermoorden en Cartman zoekt hulp bij Kyle, Stan en Kenny. Zoals Kyle al voorspelde, eindigt alles met een woedende menigte onder leiding van Reiner tegenover de medewerkers van het tabaksbedrijf. Als Reiner zijn plan uitlegt, keert de bevolking zich echter tegen hem. Cartman steekt hem met een vork, waarna er groen slijm uit Reiner stroomt met de dood van de antirookactivist tot gevolg. Als de jongens uiteindelijk toegeven dat zíj zelf kozen voor het roken, krijgen ze alsnog huisarrest.

## Culturele verwijzingen
- De zingende medewerkers van de sigarettenfabriek zijn gebaseerd op de Oompa Loompas uit Sjakie en de Chocoladefabriek.
- De man die Eric een cakeje aanbiedt na het opnemen van de reclame, vertoont heel wat gelijkenissen met Gríma Wormtongue en Dracula.
- Rob Reiners woorden "My goo! My precious goo" lijken op de laatste woorden van het personage Oogie Boogie in The Nightmare Before Christmas.
- Reiners dood is vergelijkbaar met die van de slechte heks in The Wizard of Oz.
- Reiners uitspraak "You've just been Reiner'd" is een verwijzing naar Punk'd.

## Trivia
- Hoewel de aflevering rokers verdedigt, zijn zowel Matt Stone als Trey Parker niet-rokers. Ze maakten de aflevering vooral omdat ze Rob Reiner een "big fat ass" vonden en ze de hele hetze tegenover het roken zat werden.
- Ook in de aflevering Gnomes werd al kritiek geuit op Rob Reiner. Deze aflevering is echter bijna volledig aan hem gewijd.
- Toen de aflevering voor het eerst werd uitgezonden, eindigde de aflevering met Cartmans. Alle herhalingen en dvd-versies bevatten nog een korte scène met Stan en Kyle.
- Na ongeveer twee derde van de aflevering merkt Kyle op dat deze belevenis weer precies zo eindigt als altijd: de kinderen komen in de problemen, de South Parkers komen in opstand en eindigt als altijd weer als de jongens hun lesje hebben geleerd.
- Kenny gaat niet dood in deze episode.